# Peter Bischoff
Peter Bischoff   (Múnic, 24 de març de 1904 - Hamburg, 1 de juliol de 1976) va ser un regatista alemany, vencedor d'una medalla olímpica. Era germà del també regatista Fritz Bischoff.
El 1936 va prendre part en els Jocs Olímpics d'Estiu de Berlín, on va guanyar la medalla d'or en la Classe Star del programa de vela. A bord del Wannsee, formà tripulació junt a Hans-Joachim Weise.
Estudià medicina i es casà amb la cantant d'òpera Carla Spletter.